# سفید پوست (فیلم)
سفیدپوست (انگلیسی: Güeros) فیلمی در ژانر جاده‌ای به کارگردانی آلونسو روئیس‌پالاسیوس است که در سال ۲۰۱۴ منتشر شد.